# Bardo (Grande-Pologne)
Pour les articles homonymes, voir Bardo.
Bardo (prononciation : [ˈbardɔ]) est un village polonais de la gmina de Września dans le powiat de Września de la voïvodie de Grande-Pologne dans le centre-ouest de la Pologne.
Il se situe à environ 9 kilomètres au sud-ouest de Września (siège de la gmina et du powiat) et à 42 kilomètres à l'est de Poznań (capitale régionale).
Le village possède une population de 240 habitants.

## Histoire
De 1975 à 1998, le village faisait partie du territoire de la voïvodie de Poznań.

Depuis 1999, Bardo est situé dans la voïvodie de Grande-Pologne.